# Lamento d'amore/Rudy
Lamento d'amore/Rudy è il 112° singolo di Mina, pubblicato ad aprile del 1973 su vinile a 45 giri dall'etichetta privata dell'artista PDU e distribuito dalla EMI Italiana.

## Il disco
Nel periodo di commercializzazione arriva a sfiorare il sesto posto della classifica settimanale (con un risultato leggermente inferiore rispetto al singolo precedente) per risultare in 46ª posizione nella graduatoria annuale del 1973.

## Lamento d'amore
Scritto dalla coppia Riccardi / Albertelli, mai presente fra i brani di un album, è noto nella raccolta Evergreens del 1974, pubblicata solo su musicassetta e con la stessa copertina del singolo. Rimarrà inedito anche su Compact Disc fino al 1998, quando sarà inserito nell'antologia Mina Studio Collection.
Arrangiamento e direzione d'orchestra Pino Presti.

## Rudy
Estratto dall'album Altro del 1972, il brano affronta il tema del suicidio della protagonista, una madre, insieme ai suoi figli.
Arrangiamento e direzione d'orchestra Massimo Salerno.

Tecnico del suono in entrambi i brani: Nuccio Rinaldis

## Tracce
Lato A
1. Lamento d'amore – 3:22 (testo: Luigi Albertelli – musica: Enrico Riccardi; edizioni musicali PDU/Ritmi e canzoni)

Lato B
1. Rudy – 3:32 (Guido Bolzoni; edizioni musicali PDU)